# Liste des maires de Forbach
Cet article dresse une liste par ordre de mandat des maires de Forbach.

## Liste des maires
| Période                                  | Période            | Identité                              | Étiquette                     | Qualité |
| ---------------------------------------- | ------------------ | ------------------------------------- | ----------------------------- | --- |
| Les données manquantes sont à compléter. |                    |                                       |                               | |
| début du XVIIIe siècle                   |                    | Jean Renaud Gross                     |                               | |
| Les données manquantes sont à compléter. |                    |                                       |                               | |
| milieu du XVIIIe siècle                  |                    | Martin Kremer                         |                               | |
| Les données manquantes sont à compléter. |                    |                                       |                               | |
| 7 novembre 1789                          |                    | Michel Thill                          |                               | |
| 1790                                     |                    | Louis Houchard                        |                               | |
| janvier 1791                             | avril 1791         | Antoine Darbois                       |                               | |
| mai 1792                                 | août 1792          | Jean-Pierre Kuntz                     |                               | Chirurgien |
| décembre 1792                            | décembre 1794      | Henry Schouller                       |                               | |
| 2 juin 1794                              |                    | Nicolas Maucolin                      |                               | Agent national |
| août 1795                                | septembre 1795     | Jean-Pierre Kuntz                     |                               | Agent national, chirurgien |
| septembre 1795                           | février 1796       | Jean Mathis                           |                               | Agent municipal |
| février 1796                             |                    | M. Schwartz                           |                               | Agent municipal |
| décembre 1796                            | décembre 1796      | André Verdelet                        |                               | Président de la municipalité cantonale |
| décembre 1796                            |                    | Jean-Pierre Kuntz                     |                               | Agent municipal, chirurgien |
| mars 1797                                | mars 1797          | Joseph Delinot                        |                               | Négociant Président de la municipalité cantonale |
| mars 1797                                |                    | Philibert Gentilhomme                 |                               | Agent municipal |
| avril 1799                               |                    | Jean Mathis                           |                               | Agent municipal |
| 16 août 1799                             | 24 mai 1800        | Lion Cahen                            |                               | Agent municipal |
| 30 mai 1800                              | 1er janvier 18141  | Jean-Pierre Kuntz                     |                               | Chirurgien |
| janvier 18142                            | 25 octobre 18303   | Nicolas Schwartz                      |                               | Boulanger Maire par intérim jusqu'à sa nomination le 26 avril 1814                                                                                        |
| 27 octobre 1830                          | mars 18313         | Gaspard Margo                         |                               | Tanneur |
| 26 mars 1831                             | mai 18323          | Théodore Schroeder                    |                               | Notaire |
| 11 juin 1832                             | 1834               | François Baar                         |                               | Tanneur |
| 25 janvier 1835                          | 20 juillet 18373   | Théodore Schroeder                    |                               | Notaire |
| 26 octobre 1837                          | 1er octobre 18433  | François Antoine Constantin Barrabino |                               | |
| 19 octobre 1843                          | 9 décembre 18514   | Pierre Himmelspach                    |                               | Pharmacien Conseiller général de Forbach |
| décembre 1851                            | juillet 1852       | Charles Odinet                        |                               | |
| 26 juillet 18525                         | 16 juillet 18563   | Charles Émile Delinot                 |                               | |
| 18 avril 18575                           | 4 août 1865        | Nicolas Audebert                      |                               | |
| 15 août 1865                             | 17 juin 18713      | Pierre Adt                            |                               | Entrepreneur |
| juin 1871                                | 2 janvier 1872     | M. Troendle                           |                               | Maire par intérim |
| 3 juin 1872                              | octobre 18733      | Nicolas Audebert                      |                               | |
| 27 octobre 1873                          | 10 novembre 18743  | Charles François Odinet               |                               | |
| 29 janvier 1875                          | 10 janvier 1882    | Jean Meder                            |                               | |
| 30 janvier 1882                          | 18896              | Nicolas Heydinger                     |                               | |
| 4 décembre 18897                         | 1er octobre 19028  | Jakob Wolter                          |                               | Maire professionnel |
|                                          |                    | Louis Couturier9                      | RG                            | Industriel Conseiller général de Forbach |
| 1er octobre 1902                         | 7 juillet 19063    | Marx Haas                             |                               | |
| 7 juillet 1906                           | 10 janvier 1907    | Jean Muller                           |                               | Maire par intérim |
| 11 janvier 19075                         | 22 novembre 1918   | Wilhelm Stieb                         |                               | Maire professionnel |
| 29 novembre 1918                         | 17 mai 1925        | Louis Couturier                       | RG                            | Industriel Maire provisoire jusqu'à son élection en décembre 1919 Conseiller général de Forbach                                                           |
| 18 mai 1925                              | 24 septembre 19346 | Félix Barth                           | Gauche                        | |
| septembre 1934                           | mai 1935           | Gustave Bour                          | Gauche                        | Maire par intérim |
| mai 1935                                 | 5 juillet 1940     | Paul Harter                           | URL                           | Ingénieur Député |
| 5 juillet 19405                          | 3 mars 1945        | August Imig10                         |                               | Stadtkommissar |
| 3 mars 194511                            | 8 octobre 1945     | Paul Ney                              |                               | Maire provisoire |
| 8 octobre 1945                           | 25 octobre 1947    | Édouard Waghemaecker                  | SFIO                          | Professeur Conseiller général de Forbach |
| 25 octobre 1947                          | 28 septembre 1950  | Joseph Ritter                         |                               | |
| 28 septembre 1950                        | 4 mai 1953         | Gabriel Mai                           |                               | |
| 4 mai 1953                               | août 1988          | Jean-Éric Bousch                      | RPF puis RS puis UDR puis RPR | Ingénieur Président du district de Forbach Conseiller général de Forbach Conseiller général de Forbach-II Conseiller régional de Lorraine Député Sénateur |
| août 1988                                | mars 1989          | Louis Houpert                         | App. RPR                      | Conseiller général de Forbach |
| mars 1989                                | 24 juin 1995       | Jean-Éric Bousch                      | RPR                           | Ingénieur Président du district de Forbach Conseiller général de Forbach Conseiller général de Forbach-II Conseiller régional de Lorraine Député Sénateur |
| 24 juin 1995                             | 22 mars 2008       | Charles Stirnweiss                    | UDF-CDS puis UDF-FD puis UMP  | Chef d'entreprise Président de la CA de Forbach Porte de France Conseiller général de Forbach-I Conseiller général de Forbach                             |
| 22 mars 2008                             | 28 juin 2020       | Laurent Kalinowski,                   | PS                            | Retraité de l'enseignement Président de la CA de Forbach Porte de France Conseiller général de Forbach Député                                             |
| 28 juin 2020                             | En cours           | Alexandre Cassaro                     | LR                            | Conseiller régional du Grand Est 1er Vice-Président de la Communauté d'agglomération de Forbach Porte de France                                           |

- 1 : Démissionnaire « pour infirmités ».
- 2 : Nommé la première fois par la Prusse.
- 3 : Démissionnaire.
- 4 : Révoqué par Louis-Napoléon Bonaparte.
- 5 : Nommé.
- 6 : Décédé en fonction.
- 7 : Élu puis nommé.
- 8 : Poussé à la démission.
- 9 : Élu par le conseil municipal mais véto de l'administration le 29 juillet 1902.
- 10 : Représentant Fritz Schwitzgebel qui avait été nommé Oberbürgermeister de Sarrebruck par le Gauleiter Josef Bürckel. Forbach avait vocation à être rattachée au Groß Saarbrücken, c'est pour cela que le chef-lieu du Kreis avait été transféré à Saint-Avold.
- 11 : Nommé par le préfet de la Moselle.